# 小圣莱热
小圣莱热（法語：Saint-Léger-le-Petit，法語發音：[sɛ̃ leʒe lə pəti]）是法国谢尔省的一个市镇，属于布尔日区。

## 地理
小圣莱热（47°7'21"N, 3°0'15"E）面积10.05 平方千米，位于法国中央-卢瓦尔河谷大区谢尔省，该省份为法国中部省份，北起卢瓦雷省，西接卢瓦-谢尔省和安德尔省，南至克勒兹省，东南接阿列省，东临涅夫勒省。
与小圣莱热接壤的市镇（或旧市镇、城区）包括：阿尔让维耶尔、贝夫、瑞西勒绍德里耶、拉马尔什、特龙桑日。

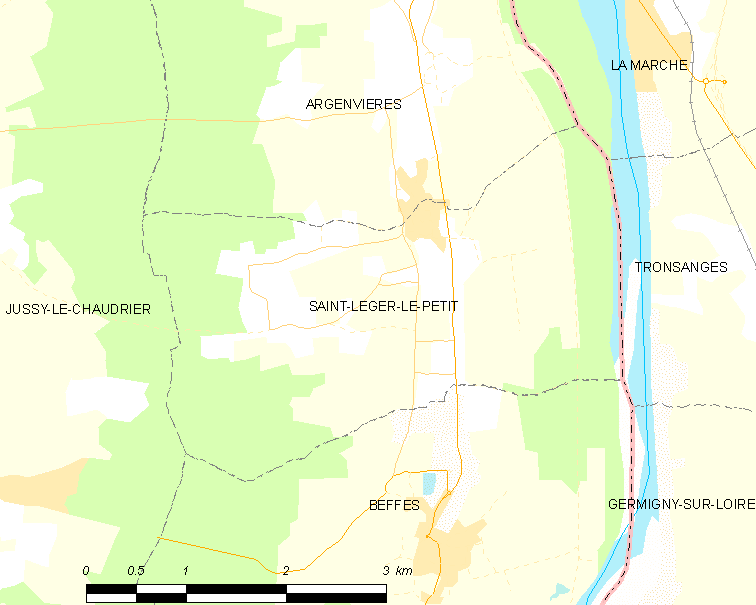
小圣莱热的OSM定位图

小圣莱热的时区为UTC+01:00、UTC+02:00（夏令时）。

## 行政
小圣莱热的邮政编码为18140，INSEE市镇编码为18220。

## 政治
小圣莱热所属的省级选区为阿沃尔县。

## 人口

1962-2008年间小圣莱热人口变化图示

小圣莱热于2022年1月1日时的人口数量为354人。